# Gomitolo

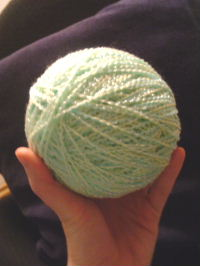
Gomitolo di lana fatto a mano

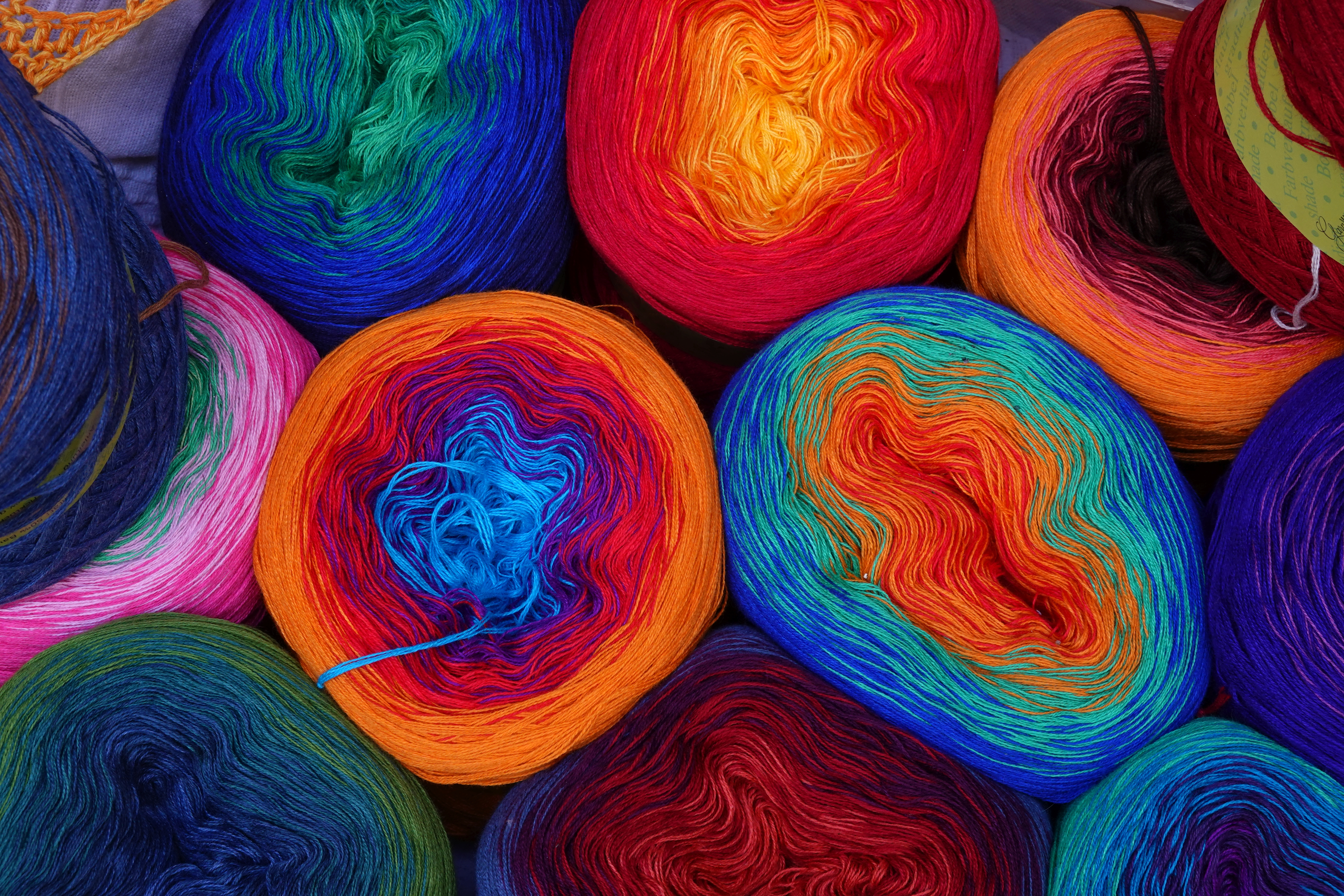
GomitolI policromi

Gomitolo risalente al Nuovo Regno

Un gomitolo è uno dei formati con cui si può raccogliere del filo in modo ordinato, la sua forma assomiglia a una palla. Il gomitolo è il metodo più antico, essendo il più semplice, per accumulare in modo facilmente riutilizzabile qualsiasi tipo di filo, spago o altro materiale leggero in modo che non si scompigli e annodi. 
Con la matassa, la spoletta e la rocca è uno dei formati usati dall'industria tessile per stoccare i filati.

## A mano
Il metodo per iniziare un gomitolo a mano consiste nel tenere fermo un capo del filo tra le dita di una mano e avvolgervi strettamente attorno un po' di filo con l'altra mano per creare il nocciolo, si può usare un pezzetto di cartoncino o di carta ripiegata. Quando si è formato un primo nucleo si sfilano le dita lasciando il capo all'interno e si comincia ad avvolgere il filo tutto intorno avendo cura di girare la sfera che si va formando in modo che pochi giri si accumulino sul diametro e quelli seguenti incrocino in modo netto e abbastanza perpendicolare. Quando il gomitolo è cresciuto e diviene difficile tenerlo nella mano si taglia il filo e lo si blocca infilandolo sotto un giro già fatto lasciando fuori il capo.

## A macchina

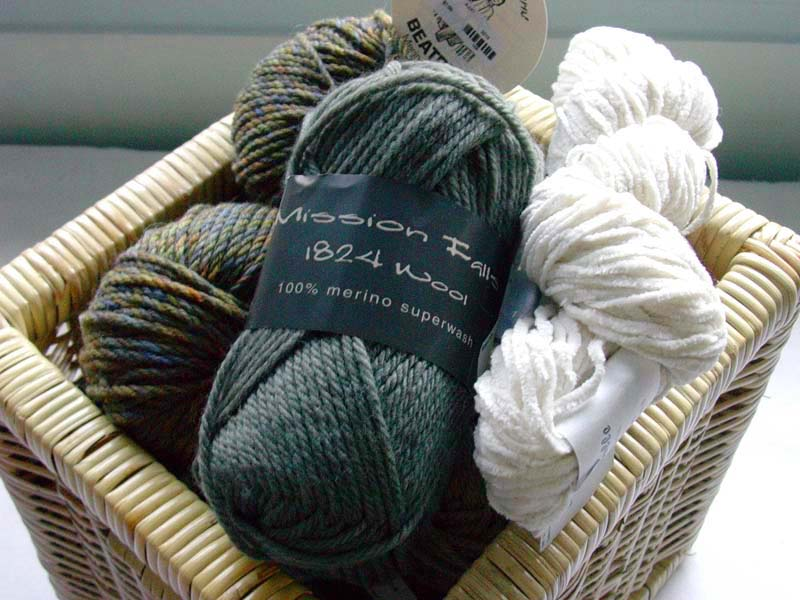
Gomitolo industriale

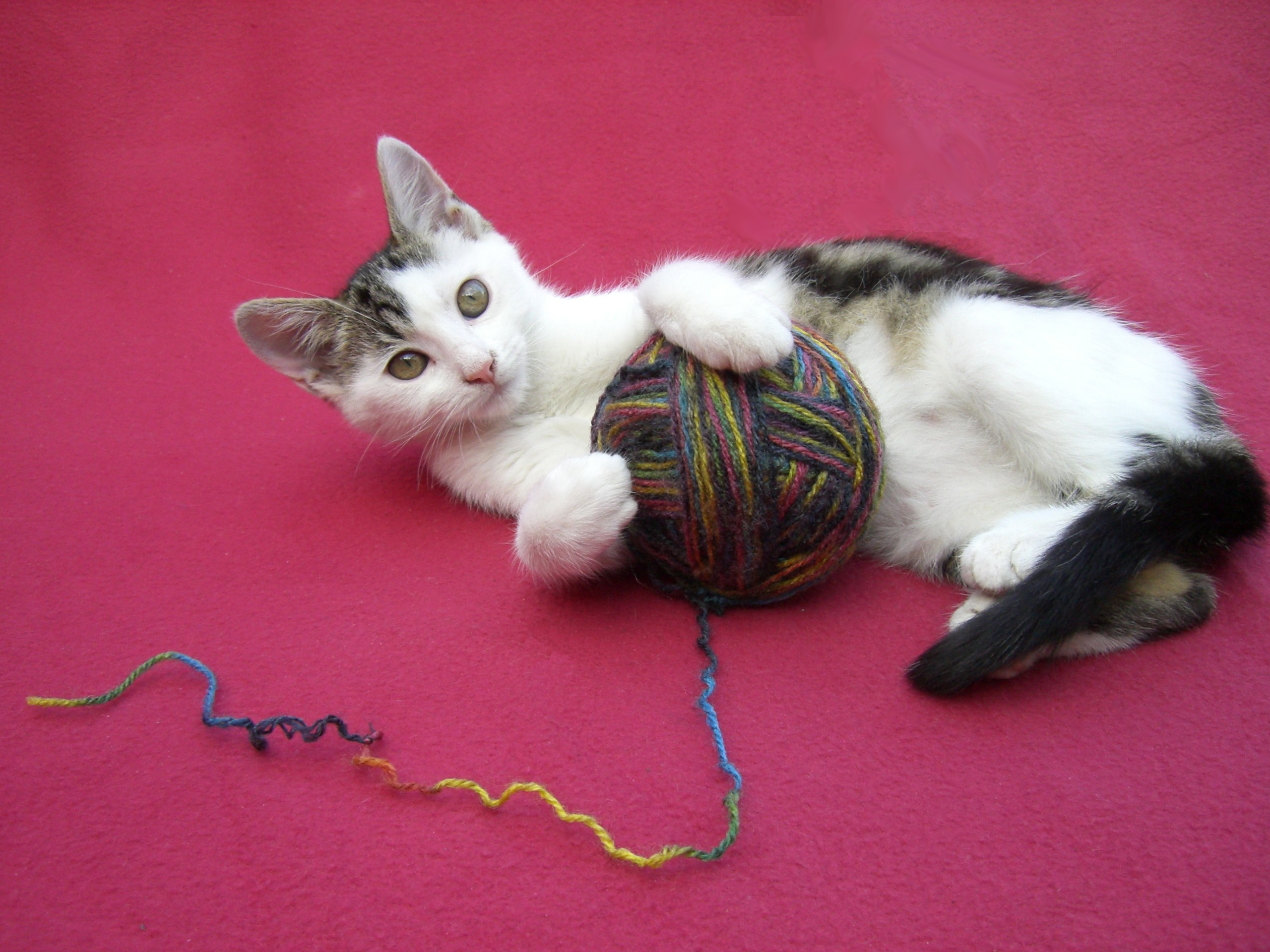
Un gatto con un gomitolo colorato

I gomitoli fatti dall'industria sono meno compatti rispetto a quelli fatti a mano, hanno l'anima vuota (perché preparati su un fuso), una distribuzione delle spire regolare e sono chiusi da una fascetta in carta con le indicazioni. A seconda della forma del gomitolo questa fascetta può essere di diversa fattezza e dimensione e prendere il nome di freccia o doppia freccia.
È pur vero che gomitoli di cotone destinati alla lavorazione all'uncinetto spesso sono realizzati su di un supporto cilindrico di cartone (detto animella) che ha lo scopo di dare consistenza all'insieme delle spire affinché non si disfino durante l'utilizzo.
La pezzatura va da: 
20-25 g. per filati pregiati come angora-cashmere-seta ma anche per gomitoli di cotone destinati al ricamo o a lavorazioni all'uncinetto
- 50/100 g. per i formati normali di lana e cotone.
- 200/500 g. per i formati grossi e filati robusti.

50 g. è l'unità di misura più usata.
la lavorazione/produzione di gomitoli fatti dall'industria è detta gomitolatura.